# Château de San Fernando de Bocachica
Le château de San Fernando de Bocachica est un château fort situé à Carthagène des Indes, en Colombie.

## Situation
Le château de San Fernando de Bocachica est situé à la pointe sud de l'île de Tierrabomba, qui occupe le centre de la baie de Carthagène des Indes.

## Histoire
La construction a débuté en 1753 sur les ruines du château de Saint Louis de Bocachica.